# Bogotacris rubripes
Bogotacris rubripes är en insektsart som beskrevs av Ronderos 1979. Bogotacris rubripes ingår i släktet Bogotacris och familjen gräshoppor. Inga underarter finns listade i Catalogue of Life.